# Cattedrale dell'Annunciazione (Lero)
La cattedrale dell'Annunciazione (in greco Μητροπολιτικού Ναού του Ευαγγελισμού της Θεοτόκου?) è la cattedrale metropolitana ortodossa di Lero, nell'isola omonima, e sede della metropolia di Lero, Calimno e Stampalia.

## Storia e descrizione
La cattedrale di Leros sorge sul sito di una precedente cappella più piccola dedicata alla Vergine Maria. La chiesa fu costruita intorno al 1860 e intorno al 1940 divenne la cattedrale dell'isola. Si tratta di una basilica a tre navate con pianta a croce e con una cupola. La navata centrale è dedicato alla Annunciazione, la navata nord a Santo Spiridione e la navata sud a San Nicola. Le navate sono separate da tre colonne cilindriche poggiate su basi quadrate di pietra rossa. Uguali colonne di pietra sono poste all'ingresso principale del tempio. Di interesse sono le finestre ad arco e le grondaie di pietra scolpita che si trovano all'esterno della chiesa.
Un campanile sorgeva originariamente nella parte settentrionale e l'ingresso era costituito da una piccola porta. Il vecchio campanile fu demolito dopo un terremoto e fu sostituito dagli attuali due campanili costruiti tra il 1953 ed il 1954 per volere del metropolita Isidoro. Gli ornamenti lignei risalgono al 1912. Le icone dell'iconostasi constano di pie donazioni risalenti al 1867, quindi l'icona dell'Immacolata Concezione del 1866. Di interesse sono anche i due candelabri d'argento, uno del 1785 e l'altro 1855, proveniente da Il Cairo, in Egitto..